# Abronia villosa
- Commons
- Wikispecies

Abronia villosa é uma espécie botânica pertencente à família Nyctaginaceae.